# Julia Janssen
Julia Janssen, née le 19 décembre 1900 à Dortmund et morte le 24 décembre 1982 à Herdecke, Rhénanie du Nord-Westphalie, est une actrice germano-autrichienne.

## Biographie
Julia Janssen est la fille du directeur musical Julius Janssen (1852–1921)  et de son épouse Friederike. Après son diplôme d'études secondaires, elle suit des cours dramatiques auprès d'Emil Binder à Dortmund. Elle fait un stage dans les théâtres municipaux d'Oberhausen et de Dortmund, puis ses débuts sur scène à Oberhausen en 1924.
Après une audition organisée à Berlin avec Franz Herterich (1877–1966), directeur du Burgtheater de Vienne, Janssen, jusqu'alors première amante sentimentale des théâtres municipaux de Dortmund, entre à l'Ensemble du Burgtheater de Vienne le 1er septembre 1927. Elle fait des débuts réussis dans le rôle de Juliette le 20 novembre 1927 dans Roméo et Juliette de Shakespeare (mis en scène par John Brahm). En 1935, le Burgtheater est alors considéré comme « difficilement imaginable sans elle ».
Après la guerre, le Burgtheater rouvre ses portes le 30 avril 1945 dans le bâtiment Ronacher avec la tragédie Sappho de Grillparzer, dans laquelle Janssen jouait la servante Melitta . En 1949, elle participe à la lecture de poésie Mahner des Friedens (Les Avertisseurs de la Paix) au Palais Coburg, organisée par Rudolf Felmayer et Kurt Dichtl et accompagnée d'images anti-guerre.
Ell reste membre de l'ensemble du Burgtheater pendant plusieurs décennies. On la voit sur différentes scènes à Munich, Prague, Brünn et Salzbourg. Elle est aussi professeur de théâtre et a pour élève, entre autres, Waltraut Haas. 
Julia Janssen paraît dans plusieurs productions cinématographiques et télévisuelles. En 1928, elle joue dans le film muet La Femme d'hier et de demain de Heinz Paul avec Arlette Marchal, Vivian Gibson et Fritz Alberti et en 1935 dans le long métrage Le Ciel sur Terre de E. W. Emo avec Heinz Rühmann, Hans Moser, Hermann Thimig et Lizzi Holzschuh. En 1967, elle apparaît aux côtés d'Helene Thimig à la télévision dans un enregistrement d'une représentation par le Theater in der Josefstadt de la pièce Katzenzungen (Langues de chat) de l'écrivain espagnol Miguel Mihura (version allemande : Hans Weigel).

## Filmographie
- 1928 : La Femme d'hier et de demain
- 1935 : Le Paradis sur terre
- 1936 : La Jeunesse chantante (aussi : Le Petit Chanteur des rues)
- 1936 : L'Amour et l'Art
- 1956 : Guillaume Tell
- 1966 : Katzenzungen (enregistrement télévisé, Theater in der Josefstadt au Kammerspiele de Vienne )